# Spökgölen (Ödestugu socken, Småland)
Spökgölen är en sjö i Jönköpings kommun i Småland och ingår i Lagans huvudavrinningsområde.